# Szilvás
Szilvás là một thị trấn thuộc hạt Baranya, Hungary. Thị trấn này có diện tích 6,04 km², dân số năm 2010 là 168 người, mật độ 28 người/km².